# Потапов, Виктор Яковлевич
Ви́ктор Я́ковлевич Пота́пов (29 марта 1947, Долгопрудный, СССР — 10 декабря 2017, Долгопрудный, Россия) — советский яхтсмен, бронзовый призёр Олимпийских игр 1972 года, заслуженный мастер спорта СССР. Первый русский и единственный двукратный чемпион мира в классе «Торнадо» (1978,1980), обладатель Кубка мира 1980 года. Кандидат педагогических наук, доцент. Почетный гражданин города Долгопрудный.

## Библиография

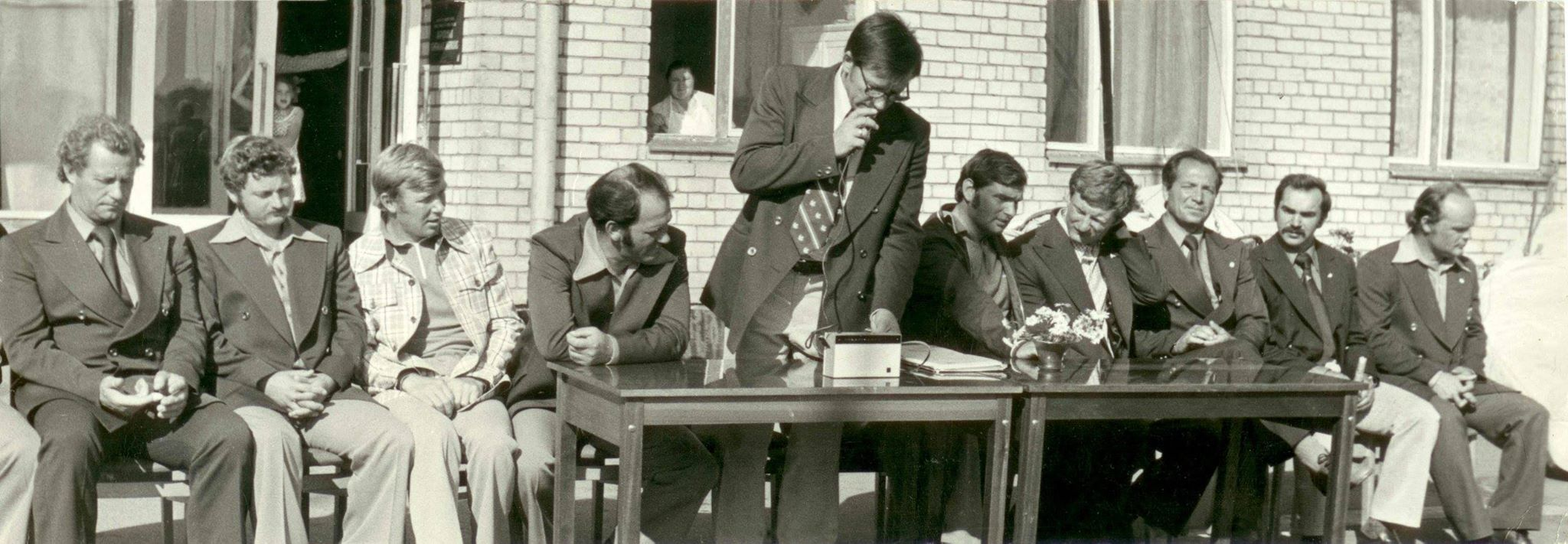
Отчёт Сборной СССР по парусному спорту после Олимпийских игр 1976. Слева направо: Владимир Васильев, Владимир Леонтьев, Александр Потапов, Валентин Замотайкин, Юрий Пильчин - главный тренер Сборной СССР, Андрей Балашов, Владислав Акименко, Валентин Манкин, Виктор Потапов, Борис Будников.

## Биография
В 1957 году начал заниматься парусным спортом в яхт-клубе «Труд», куда его привёл старший брат Владимир. Увлекался также футболом, хоккеем, теннисом, шахматами, буерным спортом, коньками.
В 1964 году выполнил норматив мастера спорта СССР, став первым из яхтсменов, кто завоевал это звание в 17 лет.
Закончил МИРЭА, аспирантуру Московского государственного института физической культуры на кафедре психологии, имеет степень кандидата педагогических наук.
С 1963 года официально стал выступать в классе яхт «Финн». В 1970 году впервые принял участие в Кильской регате, где занял 8-е место из 191. Примечателен тот факт, что в 2-х гонках из 7 Виктор занял первое место. Олег Шилов был спарринг-партнером Виктора Потапова перед Олимпийскими играми 1972 года. В 1972 году на олимпийских играх в Мюнхене стал бронзовым призером в классе яхт «Финн». Захватив по сумме двух гонок лидерство, Виктор не уступал его никому до пятой гонки включительно. В 6-й гонке из 35 лодок лишь 3 уложились в контрольное время, что передвинуло Потапова с первого сразу на 4-е место. Успешное выступление в  последней гонке принесло Виктору бронзовую медаль.
В 1973 году перешёл в класс «470».
В 1976 году на Олимпийских играх в классе «470» выступал вместе со своим старшим братом Александром. После первого гоночного дня экипаж находился на первой позиции.  До последнего дня экипаж занимал второе место, но в результате 13-го прихода в последней гонки советский экипаж набрав столько же очков, сколько и экипаж из Австралии, занял 4-е место. В 1976 перешел в класс «Торнадо».
В классе «Торнадо» выступал до 1986 года вместе с Александром Зыбиным, Александром Потаповым, Сергеем Кузововым. После «Торнадо» перешел в класс «Звездный».
В 1988 году на регате «World-1000» вдоль атлантического побережья США на катамаранах  вместе с Владимиром Костровым и  И. Карпаком занял 3-е место.
Занимал должность председателя спорткомитета администрации г. Долгопрудного с 1997 по 2000 годы.
До последних дней активно участвовал развитии парусного спорта, являлся учредителем и председателем Попечительского совета Фонда «Деловой Мир в Поддержку Парусного Спорта».
Входил в комитет ветеранов Всероссийской федерации парусного спорта.
На Национальной премии «Яхтсмен года»-2012 Виктор Яковлевич Потапов стал победителем в номинации «Легенда парусного спорта».
Летом 2015 года выиграл Чемпионат России в крейсерском классе «Картер-30».
В навигацию 2016 года выиграл «Кубок Красной звезды» в классе «Звёздный».
Трагически погиб в Долгопрудном в результате автомобильной аварии 10 декабря 2017 года. Похоронен на Долгопрудненском кладбище, участок 113.

## Спортивные достижения
- Бронзовый призёр Олимпийских игр 1972 года в классе «Финн»
- Чемпион мира 1978 и 1980 годов в классе «Торнадо» вместе с Александром Зыбиным (1953—2010)
- Чемпион Европы (1981)
- 16-кратный чемпион СССР и СНГ (классы: «Финн», «470», «Торнадо» , «Звёздный»)
- Победитель V Спартакиады народов СССР в классе «Финн»,  VII летней Спартакиады народов СССР в классе «Торнадо»
- Серебряный призер  VI летней Спартакиады народов СССР, VIII летней Спартакиады народов СССР
- участник Олимпийских игр 1976 (4 место в классе «470») и 1980 годов (4 место в классе «Торнадо»)
- многократный победитель  и призер международных  регат (Йерская, Кильская, Балтийская)

Знания иностранного языка и коммуникабельность позволили Потапову пользоваться уважением в мире. У него были очень хорошие отношения с немцами. На чемпионате мира в Новой Зеландии его лодка опаздывала, и он договорился с командой Швейцарии и владельцем лодки разрешить выступить на их лодке. Эта история, как Потапов выиграл чемпионат Мира на чужой лодке, облетела весь мир! До последних дней он занимался парусным спортом, выходил на регаты, тренировал детей. Он - настоящая легенда парусного спорта и гордость страны!.. — Сергей Кузовов. Второй этап Tenzor Elite Cup 2025 почтит память Виктора Яковлевича Потапова. 7 июля 2025 года
.

## Память

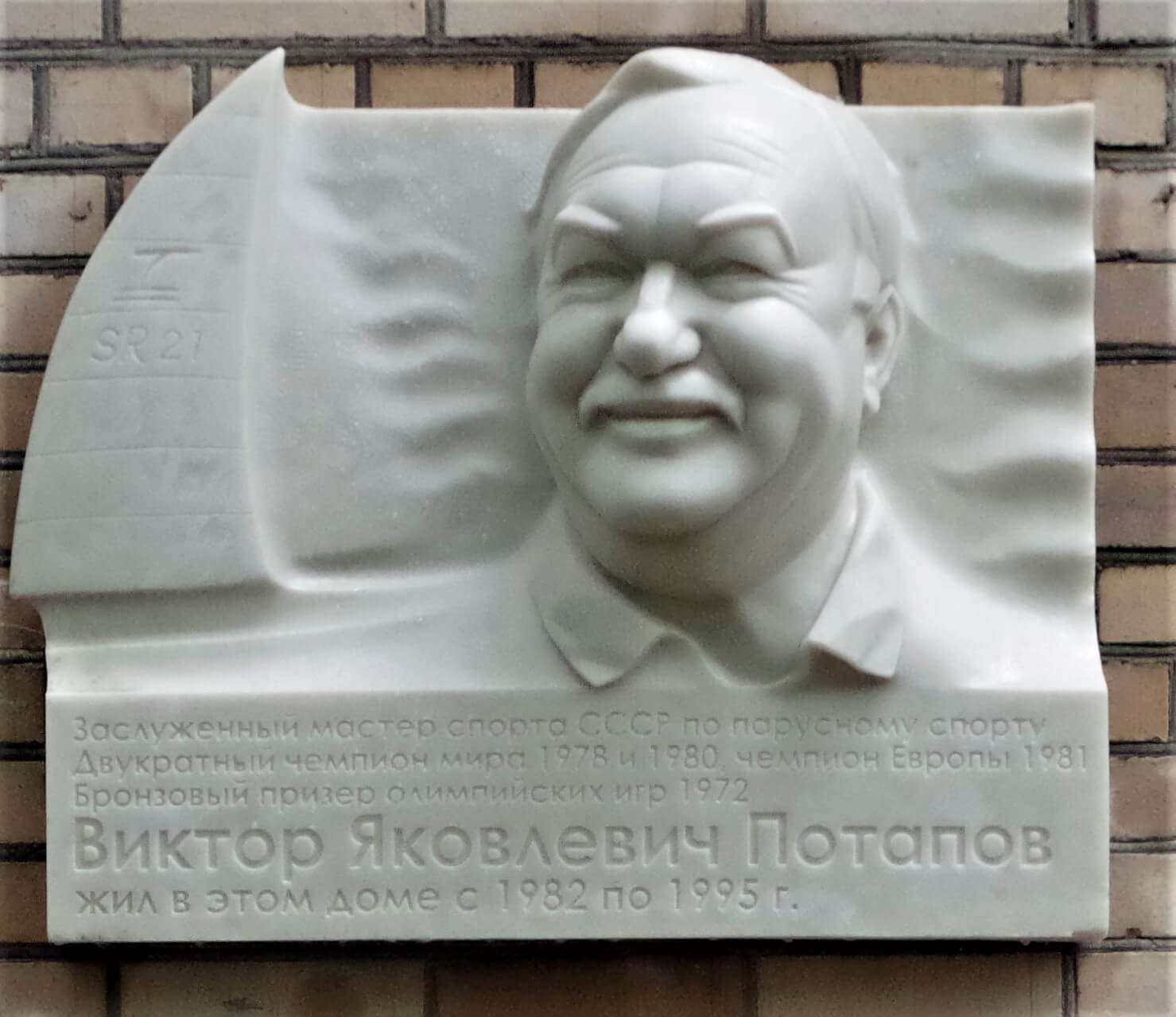
Памятная доска в Долгопрудном

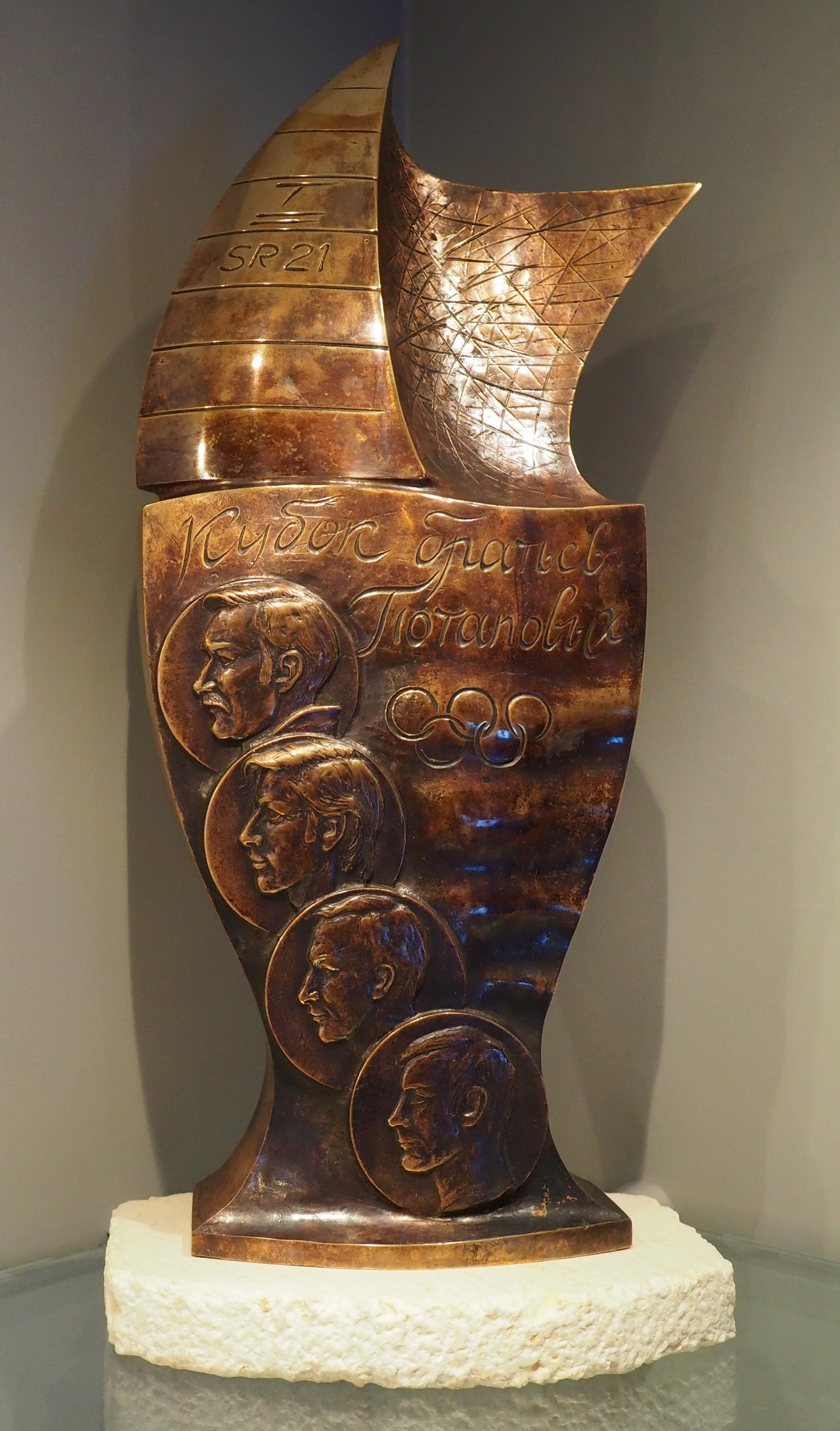
Кубок братьев Потаповых. Разыгрывается ежегодно в классе "Картер-30" на регате памяти Виктора Потапова

- 31-го марта 2017 года в Долгопрудненском историко-художественном музее открылась выставка «долгопрудненцы – легенды парусного спорта» памяти Виктора Яковлевича Потапова[15].
- С 2018 года ежегодно в День России на акватории Клязьминского и Пироговского водохранилища проводится маршрутная гонка памяти Виктора Потапова в классе «Картер-30»[16].
- Гонка памяти Виктора Потапова проведена в рамках X традиционной регаты Open Russian 2018 в классе яхт «Финн»[17].
- При проведении Президентских выборов один из избирательных участков в Долгопрудном носил имя Виктора Потапова[18].
- 11 июня 2021 в Долгопрудном на улице Циолковского 36 в  доме , где жил Потапов В.Я. была установлена мемориальная доска. В торжественной церемонии открытия мемориальной доски приняли участие: Виктор Мазанов, Анфиса Резцова, Ирина Роднина, Александр Будников, Сергей Кузовов [19]

## Звания и награды
- Мастер спорта СССР (1964)

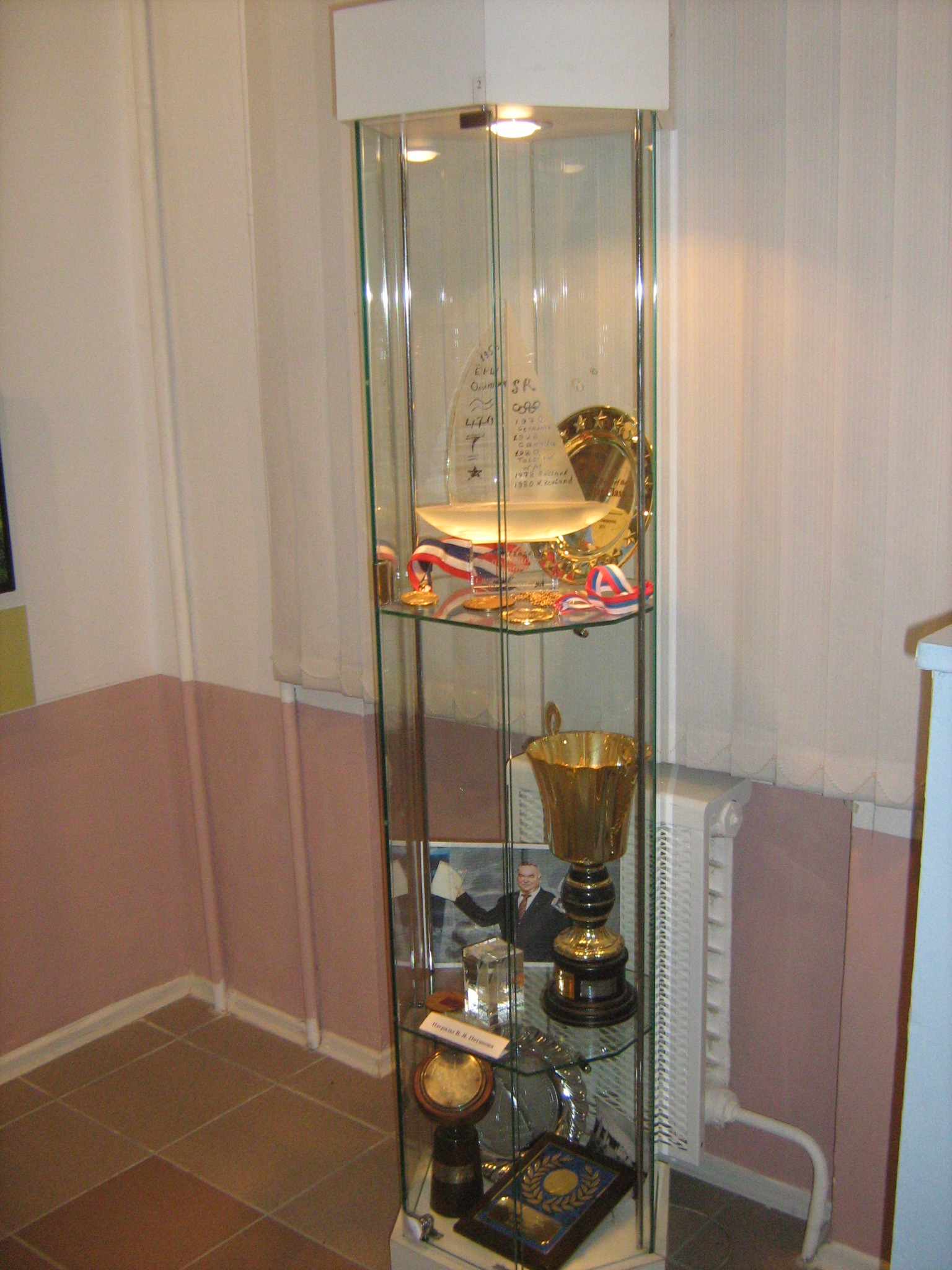
Стенд памяти Виктора Потапова в Долгопрудненском историко-художественном музее

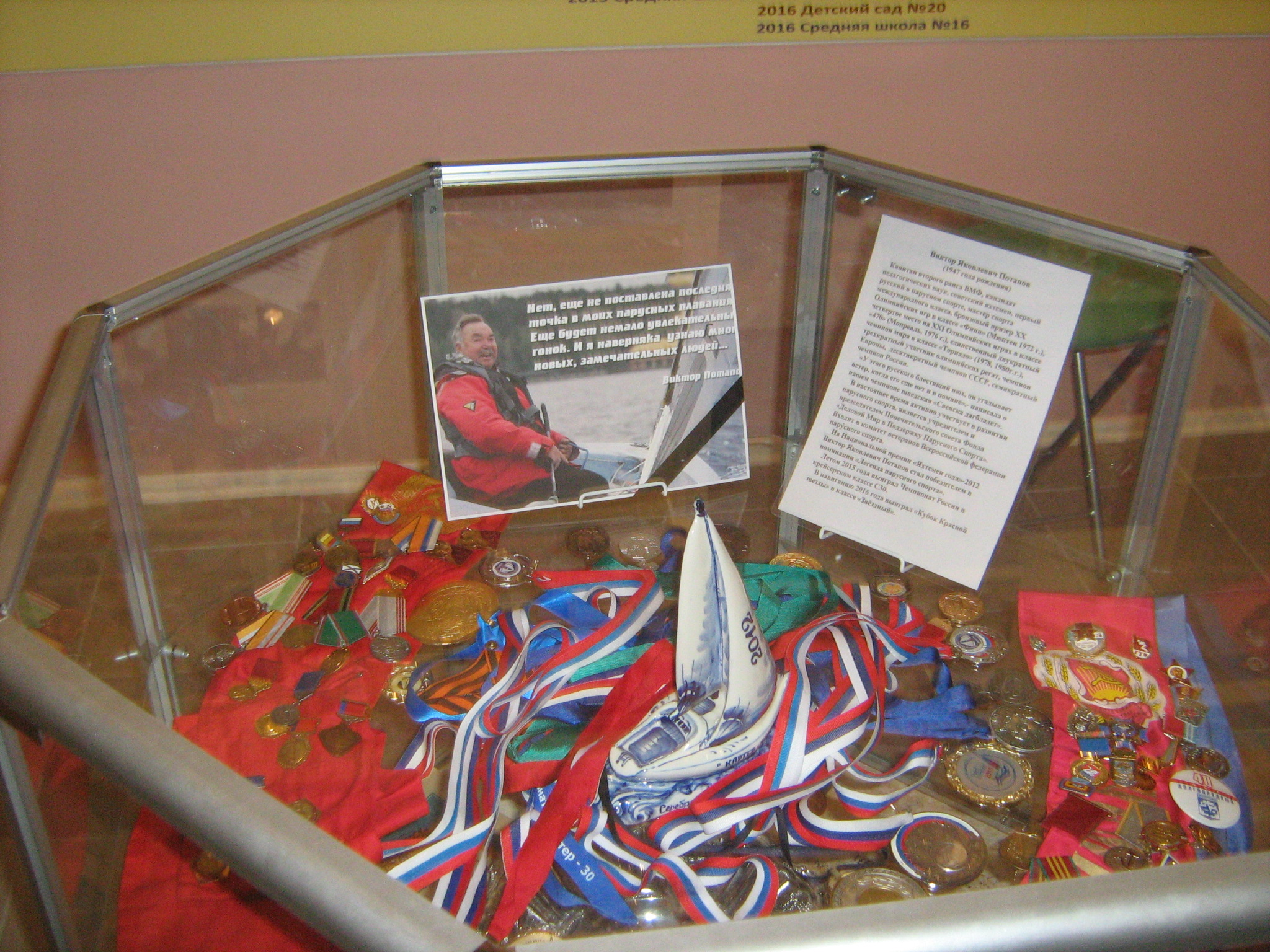
Стенд памяти Виктора Потапова в Долгопрудненском историко-художественном музее

- Мастер спорта СССР международного класса (1972)
- Медаль «За трудовое отличие» (1972)
- Знак ЦК ВЛКСМ  «Спортивная доблесть» (1973)
- Заслуженный мастер спорта СССР (1978)
- Юбилейная медаль «60 лет Вооружённых Сил СССР» (1978)
- Знак «Воин - спортсмен» (1984)
- Знак  «Ветеран спорта РСФСР» (1987)
- Юбилейная медаль «70 лет Вооружённых Сил СССР» (1988)
- Медаль «Ветеран труда»
- Юбилейная медаль «300 лет Российскому флоту» (1996)
- Ветеран военной службы (2000)
- Почётный знак «За заслуги в развитии Олимпийского движения в России»  (2002)
- Знак Губернатора Московской области «Во славу спорта» (2007)
- Юбилейная медаль «50 лет г. Долгопрудному» (2007)
- Медаль «Адмирал Флота Советского Союза С. Г. Горшков» (2007)
- Юбилейная медаль «55 лет г. Долгопрудному» (2012)
- Спортивная династия МО «Несущий победу в Подмосковье»
- Знак «За заслуги перед Московской областью» 1 степени (2014)
- Юбилейная медаль «60 лет г. Долгопрудному» (2017)
- Знак отличия «Во славу Долгопрудного» (2017)
- Почетный гражданин города Долгопрудный[20]
- Другие награды

## Семья
- Сыновья — Яков, Дмитрий
- Внуки — Виктор, Иван